# Хохлов, Алексей Ремович
Алексе́й Ре́мович Хохло́в (род. 10 января 1954, Москва) — советский и российский физик, специалист в области физики полимеров. Академик РАН (2000), доктор физико-математических наук, профессор, заведующий кафедрой физики полимеров и кристаллов физического факультета МГУ. Лауреат Государственной премии РФ. Главный редактор журнала «Высокомолекулярные соединения». 

## Биография
В 1971 году окончил 2-ю физико-математическую школу в Москве, в 1977 году с отличием окончил физический факультет МГУ им. М. В. Ломоносова. В 1975—1991 годах был членом КПСС.
В 1979 году защитил кандидатскую, а в 1983 году — докторскую диссертацию в МГУ.
15 декабря 1990 года избран членом-корреспондентом АН СССР по Отделению общей и технической химии (ООТХ), секция «высокомолекулярные соединения».
С 1993 года заведует кафедрой физики полимеров и кристаллов МГУ.
26 мая 2000 года стал академиком РАН по ООТХ (ныне ОХНМ — Отделение химии и наук о материалах).
В 2000 году избран членом Европейской академии.
Несколько лет являлся приглашённым профессором в университете г. Ульма (Германия), основал там совместную лабораторию. Приглашался также в университеты Дании, США, Японии.
С 2008 года по 2018 год — проректор МГУ, начальник Управления инновационной политики и международного сотрудничества. Председатель консультативного Совета по науке при Минобрнауки России (2013—2017), член Президентского Совета по науке и образованию (2008—2011 и с 2015).
В начале июня 2017 года был официально зарегистрирован кандидатом на пост президента РАН. В конце июля опубликовал свою программу, в поддержку которой выступили более 60 профессоров РАН. Однако в итоге его кандидатура не прошла согласование в правительстве РФ. На пресс-конференции в преддверии выборов призвал своих сторонников — членов РАН отдать голоса физику А. М. Сергееву. В результате выборов, прошедших 25—28 сентября, был избран одним из вице-президентов РАН, а А. М. Сергеев занял пост президента Академии. Среди задач, решаемых Хохловым на должности вице-президента, — курирование сообщества профессоров РАН, рассматриваемого как кадровый резерв Академии.
Являлся исполняющим обязанности декана факультета фундаментальной физико-химической инженерии МГУ с 1 марта 2021 года.

## Научная деятельность

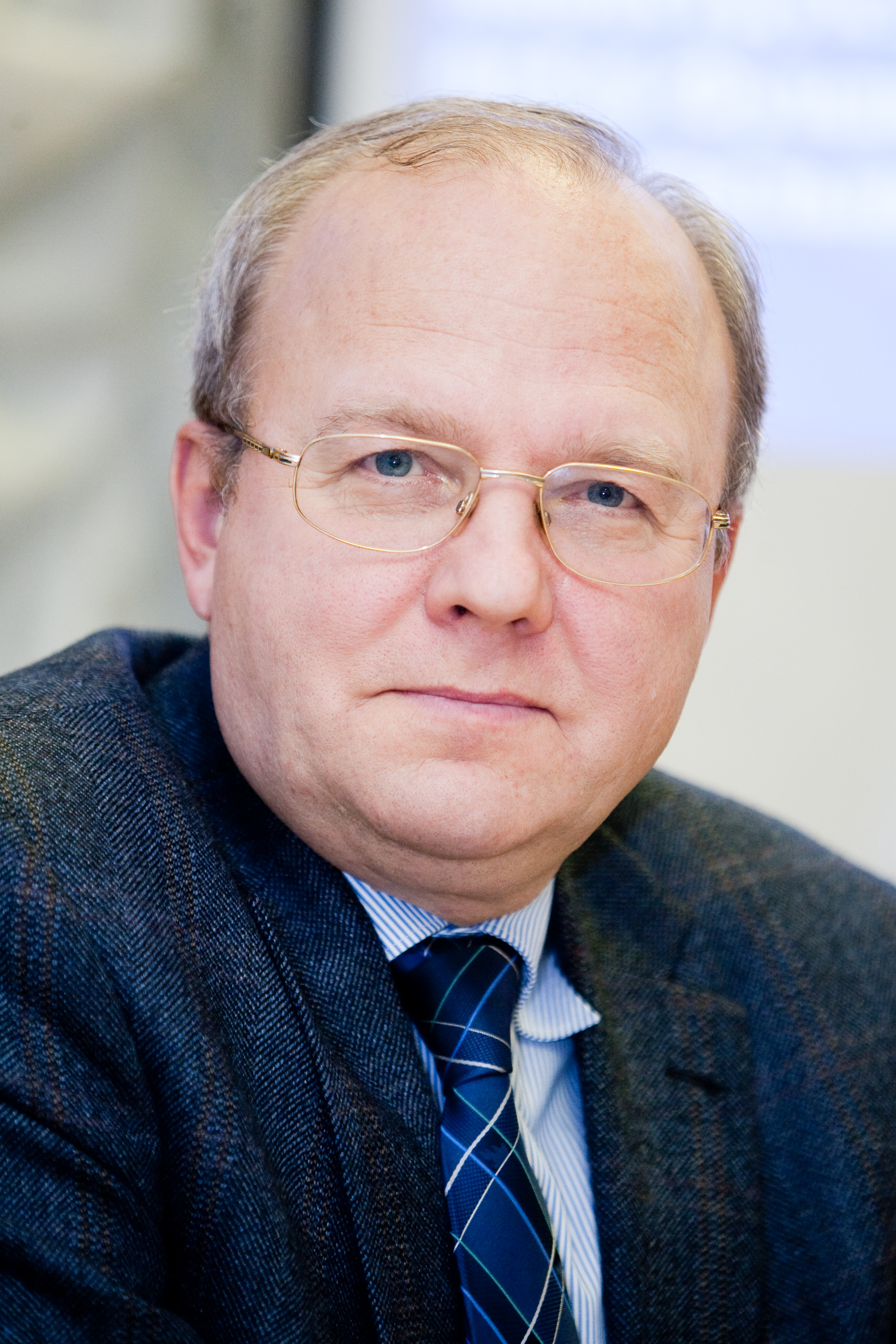
А. Р. Хохлов в 2009 году

Профессиональные интересы А. Р. Хохлова лежат на стыке физики и химии полимеров.
Известен как основатель нового направления в науке о полимерах, связанного с переходами клубок — глобула в макромолекулярных системах. Разработанная им теория жидкокристаллического упорядочения в растворах жесткоцепных полимеров с частичной гибкостью была подтверждена экспериментально и стала классической. Хохлов предложил ряд новых способов синтеза и модификации сополимеров, которые приводят к образованию неслучайных последовательностей звеньев в цепи, имитирующих биополимеры, а также оригинальный подход к созданию макромолекул с требуемыми функциональными свойствами.
Развил теорию ассоциирующих полимеров, что позволило руководимому им коллективу исследователей создать полимерные жидкости для использования в нефтедобыче. Благодаря его работам по модификации поверхности полимерных материалов при их набухании в сверхкритических жидкостях были получены новые износостойкие и биосовместимые пластики. На основе работ по получению металлических наночастиц контролируемой формы и размеров в полимерных матрицах были созданы эффективные катализаторы для производства витаминов.
А. Р. Хохлов — автор около 1000 научных публикаций, индексируемых РИНЦ. Суммарно, его работы цитировались свыше 17000 раз, индекс Хирша — 58 (данные РИНЦ на середину 2017 года). Издал семь учебников.
Является главным редактором научных журналов «Высокомолекулярные соединения» и «Доклады Российской академии наук. Химия, науки о материалах», член редколлегий ещё нескольких журналов, в том числе Progress in Polymer Science. В 2018 году стал главным редактором «Вестника РАН» (журнал часто возглавлялся президентами РАН, но А. М. Сергеев от этой функции отказался).

## Семья
Отец — академик Рем Викторович Хохлов (1926—1977), физик, один из основоположников нелинейной оптики, ректор МГУ (1973—1977); мать — физик Елена Михайловна Дубинина.
Дед — академик Михаил Михайлович Дубинин (1900/1901—1993), специалист в области физической химии.
Супруга — врач Наталья Александровна Прохорова; дочери: Ольга (род. 1983) и Марина (род. 1990).
Младший брат Дмитрий (род. 1957) — заведующий кафедрой общей физики и физики конденсированного состояния физического факультета МГУ, лауреат Государственной премии РФ (1995), член-корреспондент РАН (2008).

Вручение государственной премии РФ,
2008 год

## Награды и научное признание
- Премия Гумбольдта (1992)
- Премия Пауля (нем. Wolfgang-Paul-Preis) (2002—2004)[18]
- Ломоносовская премия за педагогическую деятельность (2005)
- Государственная премия РФ за 2007 год (вручение в 2008 г.)
- LXVI Менделеевский чтец (18 февраля 2010 года)
- Орден «За заслуги перед ФРГ» (2012)[17]
- Орден Почёта (28 декабря 2020 года) — за большой вклад в развитие науки и многолетнюю добросовестную работу[19].

## О нем
Ralph Hubner: Кто есть кто в России, 2008